# Сарбазы

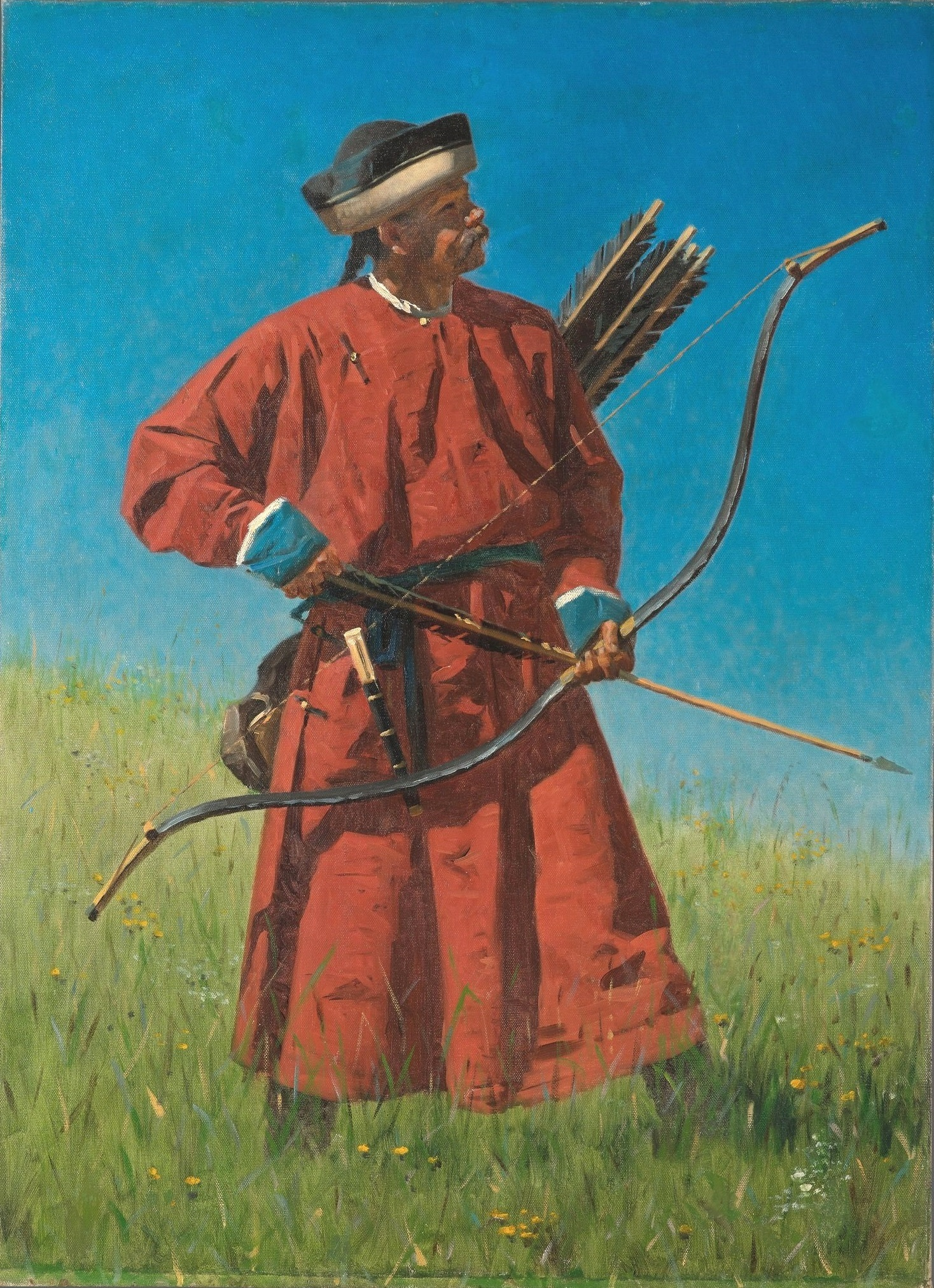
Сарбаз на картине
В. В. Верещагина, 1868 год

Сарба́з (Сарва́з) (перс. سرباز‎ — дословно «рискующий головой»; солдат; рядовой) — иранский, а также бухарский пехотинец регулярных войск.
Этот термин использовался и среди других государств и народов Центральной Азии.

## История
Сарбазами впервые начали называться регулярная пехота в Персидской империи, в результате проведённых Аббас-Мирзой военных реформ. Организацией регулярных персидских войск по европейскому образцу вначале занимались прибывшие в 1807 году в Тегеран во главе с генералом Гарданом французские военные инструкторы. Однако вскоре Иран разорвал договор с французами и с 1809 года реорганизацией персидской армии занимались уже британские инструкторы.
В 1837 году, в результате военной реформы, корпус регулярной пехоты — сарбазов был введен в Бухарском эмирате при правлении эмира Насруллы (1827—1860). Сарбазы бухарской армии служили пожизненно. В основном они были вооружены копьями, луками и кремнёвыми ружьями, и одеты в красную форму. В эпоху правления Насруллы насчитывалось более двух тысяч сарбазов. В дальнейшем их численность была увеличена до шести тысяч.
Первым военным инструктором сарбазов был тебризец Абдусамат-хан, позже эту функцию выполняли русские пленные солдаты или дезертиры.
В Бухаре этот термин вышел из употребления в 1920 году, после установления в ней Советской власти.
В Таджикистане, Узбекистане и Казахстане используется в значении «солдат».